# Maison James-Reid-Wilson
La Maison James-Reid-Wilson (aussi Maison Corby) est une demeure bourgeoise située rue Sherbrooke, dans le secteur du Mille carré doré dans la ville de Montréal, Québec (Canada). Elle est érigée en 1882 d'après les plans de l'architecte John James Browne et modifiée en 1901 d'après les plans de Richard A. Waite (en). La maison est habitée successivement par trois banquiers, soit Thomas Craig, James Baxter et James Reid Wilson.      
La maison occupe un terrain autrefois compris dans une propriété ayant appartenu à William Workman, homme d'affaires et ancien maire de Montréal. En 1879, ses héritiers divisent en plusieurs lots à bâtir cette résidence. 
En 1936, Wilson cède l'édifice à Ernest Latrémouille, qui le transforme en résidence pour étudiants. La demeure est acquise en 1951 par les Distilleries Corby (en) pour son siège. Elle fait l'objet d'une restauration et la dépendance est convertie en salle de réception en 1976. 
Depuis 2018, il est décrit comme inhabité et parfois utilisé pour des tournages de films. 